# Asociación de Mujeres Juristas Themis
La Asociación de Mujeres Juristas Themis es una organización no gubernamental sin ánimo de lucro integrada por abogadas, procuradoras, juezas, magistradas y letradas de la administración de justicia de España. Constituida en 1987, su objetivo fundacional es promover la igualdad jurídica entre mujeres y hombres. Ha sido premiada en varias ocasiones con motivo de su destacado trabajo en la lucha por los derechos de las mujeres. Recibió en 1999 la Cruz de Plata de la Orden Civil de la Solidaridad Social del Ministerio de Trabajo, y fue premiada por el Instituto de la Mujer con motivo del Día Internacional de la eliminación de la violencia contra las mujeres en 2007.

## Origen y fundación
La fundadora de Themis, fue la abogada chilena Alicia Herrera Rivera, quien tras el golpe de Estado de Pinochet en los años 70, se exilió a Europa y desde allí luchó contra la dictadura chilena creando equipos de apoyo jurídico a las personas presas. Cuando en el año 1977 se estableció en España y conoció de primera mano la situación de las mujeres maltratadas, dedicó todos sus esfuerzos para impulsar en este país los cambios legislativos que permitiesen a las mujeres salir del desamparo que padecían. Así, participó en los trabajos que coordinaba el Colectivo Jurídico Feminista.
“El ensordecedor silencio de las mujeres que no se atrevían a gritar ante la justicia su cotidiana tragedia y el miedo que tienen las mujeres maltratadas a denunciar fue lo que me incitó a trabajar por ellas”, comentaría, refiriéndose a la situación que encontró en nuestro país.
Junto con otras abogadas, promovió que la Constitución Española, entonces en tramitación parlamentaria, recogiese la igualdad de derechos de hombres y mujeres.
Formó parte en la creación de la Comisión de Investigación de Malos Tratos a Mujeres, ONG que se constituyó en 1983, y fue invitada a informar, como experta, ante el Senado. También compartió con el Defensor del Pueblo su enorme experiencia sobre el desamparo que las mujeres sufrían frente a la ley española.
En 1987 creó, en colaboración con un grupo de letradas, la Asociación de Mujeres Juristas Themis, en referencia a la diosa de justicia griega. La finalidad de la asociación era la denuncia de la indefensión de las mujeres y la reivindicación de su tutela judicial efectiva. Herrera fue elegida primera presidenta de Themis. Recordando aquella época, relataba cómo las dificultades para luchar contra el maltrato y la acumulación de impotencia al ver cómo las autoridades no hacían nada frente al tema, se transformaron“en una inyección constante de energía para seguir adelante.
Las acciones de Themis van encaminadas a garantizar la efectividad de los derechos de las mujeres e impulsar las propuestas de cambio en aquellas normas jurídicas que atenten contra sus derechos.
Los principales objetivos son:
- Impulsar la plena efectividad de la igualdad jurídica de las mujeres.
- Profundizar en el conocimiento del Derecho desde una perspectiva de género.
- Promover la libertad e igualdad de las mujeres en todos los ámbitos: jurídico, político, económico, social y cultural.

Para conseguir estos objetivos, Themis desarrolla diversas actividades en varios ámbitos de actuación, destacando la asesoría y los programas de asistencia jurídica gratuita para mujeres, así como la formación jurídica e informes y publicaciones. 
Además de la Asociación, en el año 2006 se constituyó la Fundación Themis de Mujeres Juristas, con el objeto de llegar a unos fines de asistencia social y cooperación para el desarrollo.

## Logros conseguidos
En 1995, Themis fue una de las propulsoras de la modificación legislativa de la introducción del delito de abandono de familia por impago de pensiones establecido en el artículo 487 bis del Código Penal vigente hasta ese momento. A partir de aquí se consideró como un delito independiente del genérico llamado abandono de familia.
Por otro lado, la  Comisión de Seguimiento de la Implantación de la Orden de Protección de las víctimas de violencia doméstica del Congreso de los Diputados modificó la solicitud de Orden de Protección, teniendo en cuenta determinadas propuestas realizadas por Themis en el año 2006.
La fundadora de la asociación fue invitada a informar ante el Senado en 1988 sobre el desprotección que las mujeres víctimas de violencia de género sufrían frente a la ley española, comenzando, de esta forma, a visibilizar los malos tratos que las mujeres padecían así como a exigir a los poderes públicos una protección integral para las víctimas.

## Premios y reconocimientos
La asociación, fue premiada en 1999 con la Cruz de Plata de la Orden Civil de la Solidaridad Social del Ministerio de Trabajo. En 2007 recibió el reconocimiento que otrorga el Ministerio el 25 de noviembre con motivo del Día internacional para la Eliminación de la Violencia contra las Mujeres.
Con motivo del Día Internacional de la Mujer en 2015 recibió el Premio Dulce Chacón otorgado por la Federación de Mujeres Progresistas de Torrelodones. En noviembre de 2016, la asociación recibió el Premio "Móstoles Ciudad contra la Violencia de Género".
En 2021, fue reconocida con el Premio del ICAM al Compromiso con la Igualdad por su el impulso al feminismo jurídico, otorgado por el Colegio de Abogados de Madrid con un jurado compuesto por José María Alonso Puig, Ángela Cerrillos Valledor, Manuel Martín Martín y Eva Serrano Clavero.

## Presidentas
- Alicia Herrera Rivera (1987 - 199?)
- Carmen Pujol Algans (1994-1998)
- María Durán Febrer (1998 - 2002)[14]
- Ángela Alemany Rojo (2002-2006)[15]
- Altamira Gonzalo (2006 - 2010)[16]
- Ángela Cerrillos Valledor (2010 - 2014)[17]
- Amalia Fernández Doyague (2014 - 2018)[18]
- Ángeles Jaime de Pablo (2018 - 2022)[19]
- Pino Inmaculada de la Nuez Ruiz (2022-Actualidad)